# 中国国民党革命委员会山西省委员会
中国国民党革命委员会山西省委员会，简称民革山西省委、山西民革，是中国国民党革命委员会在山西省的地方组织。